# Owen Wingrave
Owen Wingrace és una òpera en dos actes de Benjamin Britten, originalment escrita per a la televisió. El llibret en anglès va ser obra de Myfanwy Piper, basat en un relat breu de Henry James. Es va enregistrar a l'Snape Maltings, prop d'Aldeburgh (Anglaterra), el novembre de 1970, i es va retransmetre per primer cop el 16 de maig de 1971.